# Robin Mandisodza
Robin-Williams Mandisodza (n. 26 iulie 2003) este un baschetbalist român care joacă pentru Steaua CSM București.